# Anaplectoidea medanensis
Anaplectoidea medanensis är en kackerlacksart som beskrevs av Roth, L. M. 1996. Anaplectoidea medanensis ingår i släktet Anaplectoidea och familjen småkackerlackor. Inga underarter finns listade i Catalogue of Life.